# Martinet dels esculls
El martinet dels esculls (Egretta gularis) és una espècie d'ocell de la família dels ardèids (Ardeidae) que habita costes, estuaris, aiguamolls i manglars a la llarga de les costes atlàntiques africanes, des del Sàhara Occidental fins a Gabon, arribant localment terra endins, illes de Cap Verd, i illes del golf de Guinea, costes del Mar Roig, costa africana de l'Índic fins al nord de Moçambic, costa asiàtica de l'Índic fins al nord-oest de l'Índia, Sri Lanka i costa sud-oriental de l'Índia.
A Catalunya se'l va observar el 2022 al Parc dels Estanys de Platja d’Aro i al 2023 al Delta de l'Ebre. Vist a l'estany de Sils al 2024.